# Camillo Benso di Cavour
Grof Camillo Benso di Cavour (Torino, 10. kolovoza 1810. – Torino, 6. lipnja 1861.), talijanski državnik
Školovao se u Vojnoj akademiji u Torinu, glavnom gradu Pijemonta. Istupa iz vojske 1831. i proučava političke i ekonomske probleme. Zalaže se za industrijalizaciju u sjevernoj Italiji te i sam postaje kapitalist i financijer. 

## Borba za ujedinjenje Italije
Italija je u to doba razjedinjena na niz manjih država, a sjeverni dio je pod austrijskom dominacijom. Cavour oblikuje talijanski nacionalni program: ujedinjenje Italije na čelu s Pijemontom (odnosno savojskom dinastijom), kao ustavne monarhije po ugledu na Englesku i (nakon 1830.) Francusku. Kao zastupnik umjerene liberalno-nacionalističke političke ideologije suprotstavlja se kako reakcionarnom klerikarizmu, tako i republikanstvu i revolucionarnom jakobinizmu. Nasuprot vatrenom revolucionaru i republikancu Giuseppeu Mazziniju, vodi pragmatičnu, opreznu politiku, služeći se diplomacijom i lukavstvima.
Godine 1847. osniva, s Cesareom Balbom list "Il risorgimento". Godine 1850. ulazi u vladu Pijemonta kao ministar gospodarstva. U godinama 1852. – 1859. i 1860. – 1861. je ministar predsjednik, koji drži niz resora uključujući i vanjske poslove. U sukobu s Austrijom nalazi saveznika u Napoleonu III. Nakon uspješnog ratovanja 1859., Pijemont dobiva Lombardiju. Cavour iskorištava republikanski nacionalno-oslobodilački pokret pod vodstvom Garibaldija i Mazzinija, da bi zemlje srednje i južne Italije doveo pod savojsku krunu. U tome i uspjeva, te pred kraj života, 1861., proglašava ujedinjenje talijanskih zemalja u Kraljevinu Italiju, te postaje njen prvi ministar predsjednik.
Izraz pijemont ušao je u opći politički rječnik kao oznaka za zemlju ili državu koja ima stožernu ulogu u nekoj regiji (a kao metafora i šire, za neku stožernu silu).

## Cavour, njemstvo i jugoslavenstvo
Cavouru se pripisivala izjava, koju je na prvom zasjedanju talijanskog parlamenta zapravo izrekao drugi političar (Massimo d'Azeglio):  »Stvorili smo Italiju; sada moramo stvoriti Talijane.« Sve prethodne nacionalne borbe zapravo nisu zahvatile talijanske mase; nasuprot ujedinjenoj državi stajala je velika šarolikost tradicija, institucija,  mentaliteta i narječja.
Svojim primjerom snažno je utjecao na Bismarcka, koji deset godina kasnije na sličan način ujedinjuje Njemačku pod pruskom krunom. Utjecao je i na Nikolu Pašića i druge srbijanske ideologe koji su težili stvaranju Velike Srbije. Nasuprot Pašiću, Svetozar Pribićević, ideolog integralnog jugoslavenstva, bio je bliži koncepcijama Mazzinija. Srbiju su u posljednjim desetljećima XIX. stoljeća počeli nazivati "pijemontom" južnih Slavena. U Beogradu je npr. prije Prvog svjetskog rata izlazio dnevni list "Pijemont".
Spomenutu izjavu, parafraziranu (»Stvorili smo Jugoslaviju; sada moramo stvoriti Jugoslovene.«), slijedili su ideolozi Šestosiječanjske diktature (1929. – 1935.).

## Cavour i ban Jelačić
U revolucionarnoj godini 1848., kada je austrijska vlast koristila lojalne trupe iz Hrvatske za gušenje pobune u Milanu, nasuprut ogorčenju protiv Hrvata, u govoru u parlamentu u Torinu ističe da uloga bana Josipa Jelačića nije reakcionarna; ona je znak nacionalnog buđenja južnoslavenskih naroda. »Zastava koju su razvili Hrvati i drugi južnoslavenski narodi zastava je slavenska, a ne, kako neki drugi misle, zastava reakcije i despotizma. Njihova je stvar pravedna i ona će u budućnosti pobijediti.« Bio je to izraz solidarnosti potlačenih naroda u borbi protiv austrijske krune.